# Porfyroclast

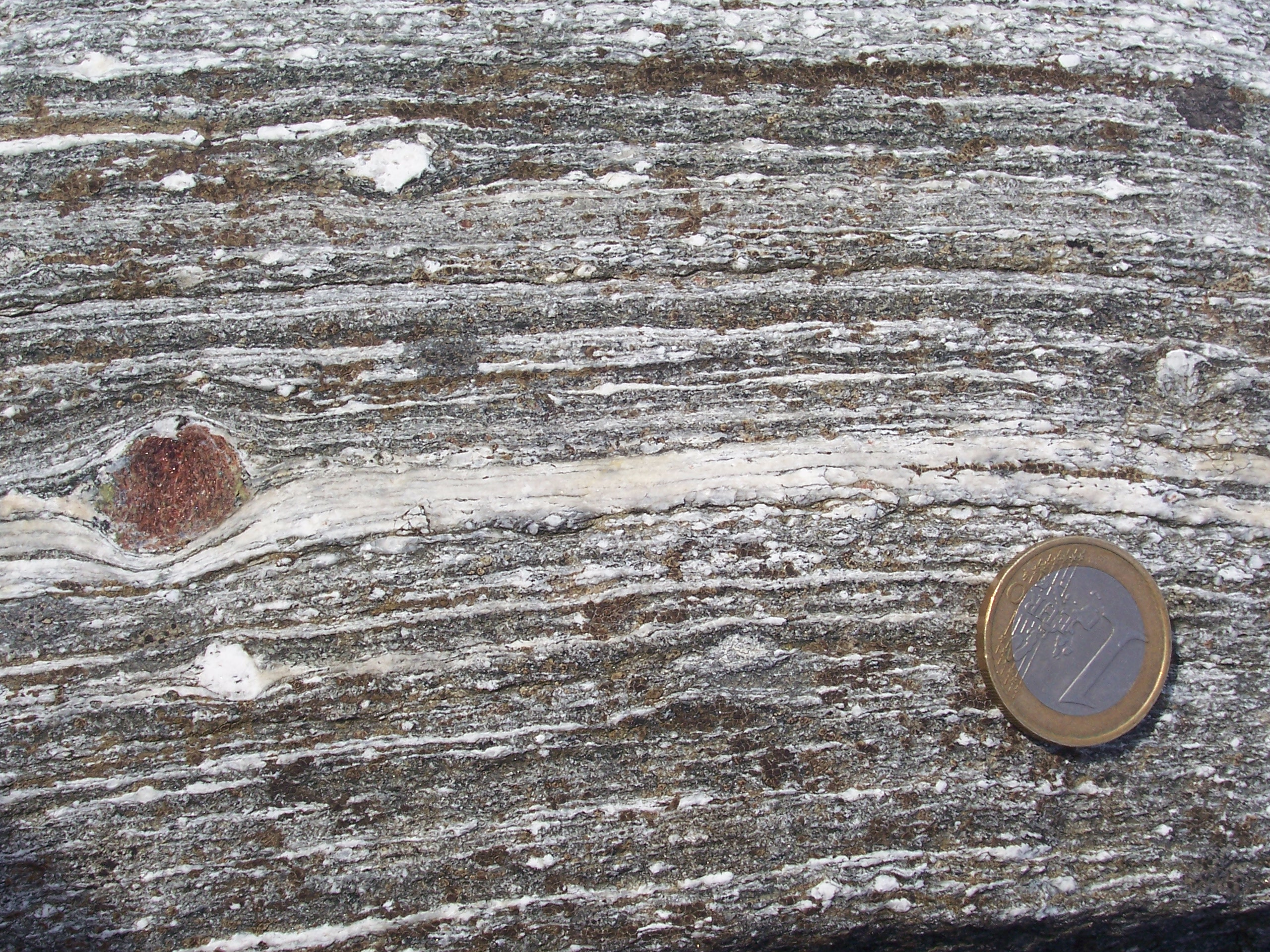
Een myloniet met een aantal porfyroclasten: een duidelijke rode granaat is links te zien terwijl kleinere witte veldspaat porphyroclasten op meerdere plekken voorkomen. Locatie: tektonisch contact van de (autochtone) Western Gneiss Region met gesteenten van de (allochtone) Blåhø nappe op Otrøy, Midden-Noorwegen.

Een porfyroclast is een brokstuk of mineraal-fragment in een metamorf gesteente, dat omringd wordt door een grondmassa van kleinere mineralen, die later ontstaan is door dynamische rekristallisatie. De porfyroclast is een overgebleven fragment van de protoliet, het gesteente van voor de rekristallisatie. Meestal is de porfyroclast een harder stuk in het moedergesteente geweest, dat daardoor niet mee gedeformeerd is. Het kan bijvoorbeeld een fenocryst of een porfyroblast zijn geweest.
Porfyroclasten moeten niet verward worden met porfyroblasten. Dat zijn ook grotere kristallen omringd door een fijnkorreligere grondmassa, maar porfyroblasten zijn later ontstaan dan de grondmassa terwijl pofyroclasten juist ouder zijn.
In sterk gedeformeerde gesteenten kunnen porfyroblasten onder invloed van een schuifzone zijn geroteerd. Ze kunnen dan gebruikt worden om de schuifrichting te bepalen.